# Nykvarn (Gemeinde)
Koordinaten: 59° 10′ N, 17° 26′ O

Nykvarn ist eine Gemeinde (schwedisch kommun) in der schwedischen Provinz Stockholms län und der historischen Provinz Södermanland. Der Hauptort der Gemeinde ist Nykvarn. Die Gemeinde liegt zwischen den Städten Södertälje und Strängnäs, viele Einwohner arbeiten in einer der beiden Städte.

## Geschichte
Archäologische Funde zeigen, dass das Gebiet der Gemeinde, genau wie das übrige Territorium  um den See Mälaren, schon vor etwa 5.000 Jahren besiedelt wurde.
Die Gemeinde selbst ist noch sehr jung. Sie wurde am 1. Januar 1999 durch Abspaltung von der Gemeinde Södertälje gebildet. Das Gebiet setzt sich zusammen aus den alten Kirchengemeinden Turinge und Taxinge. Turinge war bis 1970 eine eigenständige Gemeinde, während Taxinge von 1952 bis 1970 ein Teil von Mariefred war. Zwischen 1971 und 1998 gehörten beide Gebiete zur Gemeinde Södertälje.

## Sehenswürdigkeiten

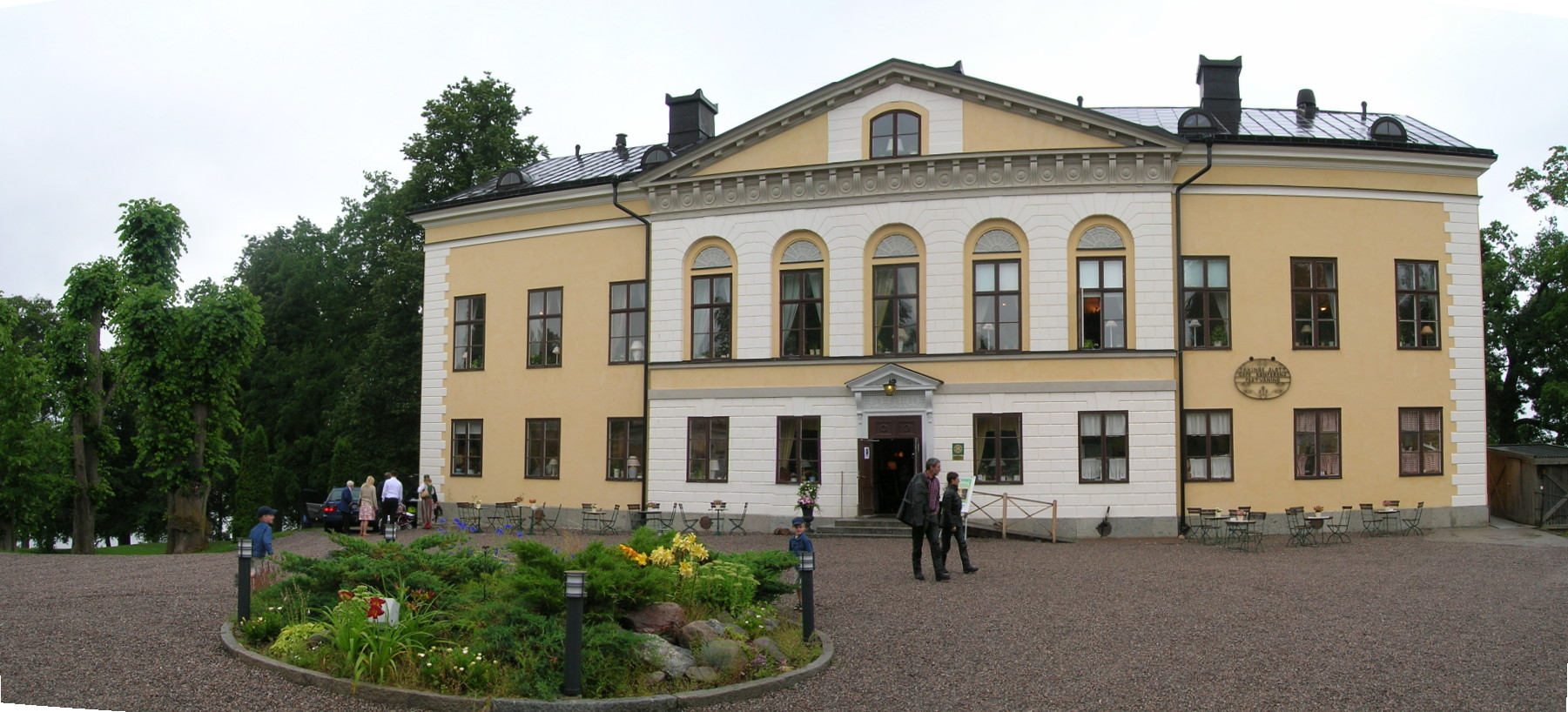
Schloss Taxinge

Neben verschiedenen Gräbern aus der Steinzeit ist vor allem ein Runenstein von Interesse, der sich heute in der Kirche des Ortes Turinge befindet. Dieser Stein hat eine sehr lange Inschrift und stammt aus der Zeit um das Jahr 1100.
Eine neuere Sehenswürdigkeit ist das Schloss von Taxinge, dessen Bau kurz vor oder im 14. Jahrhundert unter Leitung von Bo Jonsson Grip begonnen wurde. Die heutige Fassade des Schlosses ist im Empirestil von 1813 gehalten. Viele bekannte Persönlichkeiten haben im Laufe der Jahrhunderte im Schloss übernachtet, darunter Carl Michael Bellman im 18. Jahrhundert und August Strindberg im 19. Jahrhundert.

## Orte
- Nykvarn
- Taxinge
- Turinge